# منطقة الحكم الذاتي بوسانسكا كرايينا
منطقة الحكم الذاتي بوسانسكا كرايينا (بالسيريلية الصربية: Српска аутономна област Босанска Крајина, Srpska autonomna oblast Bosanska Krajina) كانت منقطة حكم ذاتي صربية داخل البوسنة والهرسك. كانت أحيانًا تسمى منطقة الحكم الذاتي كرايينا (بالسيريلية الصربية: Аутономна област Крајина, Automna oblast Krajina). كانت منطقة الحكم الذاتي تتواجد في المنطقة الجغرافية بوسانسكا كرايينا. عاصمتها كانت بانيا لوكا. المنطقة انضمت في النهاية إلى جمهورية صرب البوسنة.